# Pouy-de-Touges
Pouy-de-Touges é uma comuna francesa na região administrativa de Occitânia, no departamento de Alta Garona. Estende-se por uma área de 13,79 km². Em 2010 a comuna tinha 417 habitantes (densidade: 30,2 hab./km²).